# Kalkmagerrasen bei Calenberg und Herlinghausen
Kalkmagerrasen bei Calenberg und Herlinghausen este o arie protejată (arie specială de conservare — SAC, sit de importanță comunitară — SCI) din Germania întinsă pe o suprafață de 22,42 ha, integral pe uscat.

## Localizare
Centrul sitului Kalkmagerrasen bei Calenberg und Herlinghausen este situat la coordonatele 51°28′48″N 9°11′35″E / 51.48°N 9.1931°E.

## Înființare
Situl Kalkmagerrasen bei Calenberg und Herlinghausen a fost declarat sit de importanță comunitară în martie 2001 pentru a proteja un număr necunoscut de specii din flora spontană și fauna sălbatică aflate în arealul zonei. Situl a fost protejat și ca arie specială de conservare în decembrie 2004.

## Biodiversitate
Situată în ecoregiunea continentală, aria protejată conține 2 habitate naturale: Formațiuni de Juniperus communis pe lande sau pajiști calcaroase, Pajiști uscate seminaturale și facies de acoperire cu tufișuri pe substraturi calcaroase (Festuco-Brometalia) (* situri importante pentru orhidee).
La baza desemnării sitului se află un număr nedeclarat de specii protejate.
Pe lângă speciile protejate, pe teritoriul sitului au mai fost identificate 2 specii de plante, 4 specii de nevertebrate, 1 specie de reptile.